# 克山师范专科学校
克山师范高等专科学校是一所已经不存在的黑龙江省省属大学，原址位于齐齐哈尔市克山县。

## 历史
克山师范专科学校，建立于1947年。
1947年3月，北安军事干部学校教育长高衡到德都县，为满足刚刚解放的农民及其子女学习文化和建设新农村的迫切需要，决定为解放区农民办一所不用国家负担的乡村师范学校。定名为“德都萌芽乡村师范学校”，贴出招生通告，“五四”青年节开学，120人入学，全是贫苦出身。政府借给了粮食，盐水煮豆和野菜，采取半耕半读，自食其力的方式办校。1948年初，组织上决定在离县城十几公里的萌芽岗(原名陆家岗)建校。1948年5月梁军等3人去北安学拖拉机机耕，开回了崭新的3台纳齐拖拉机。
到1950年夏学生增加到八个班、360人，教师20多人，干部、职工40多人。1950年9月26日毛泽东亲笔为学校题写校名“萌芽学校”。后来由于大调整，萌芽学校迁至克山县改为“克山萌芽师范”。1968年在毛主席题词18周年之际黑河及齐市都搞了大型纪念庆祝活动。1952年初，黑龙江省委宣传部决定停办半耕半读的萌芽学校。学校和农场分家，农场由黑龙江省公安厅接管，办劳改农场。200多名学生和40多名教职工，带着全部教学和生活设备于1952年3月学校搬迁到克山县改办全日制学校，更名为克山萌芽初级师范学校，招收初师学生，为全省培养小学教师。1954年9月学校改名为克山师资学校,担负起多种形式培养、提高师资的任务。除原有初师班外,又招收了小学教师轮训班,并开展了在职教师的函授教育。1956年7月学校又改名为克山师范学校，开始招收中师班、速师班,逐步办成了中等师范学校,由培养小学教师逐步转为培养初中教师。从1952年3月至1966年5月14年共培养了2500名初师（包括简师和轮训在职教师）毕业生，2000名中师毕业生，还通过函授教育提高了一批小学教师的文化业务水平。
1966年8月26日造反派召开了“点火大会”，把学校校名改为“萌芽学校”。1968年11月学生全部离校。克山县革委会决定将萌芽学校与克山一中合并,改称东方红电机厂萌芽学校，为普通中学。1970年8月省教育局和嫩江地区革命委员会,根据国家计委、国务院科教组向国务院提出的《关于高等学校调整的报告》,以及鉴于当时中小学教师缺乏现状,决定恢复萌芽学校。校名定为嫩江地区萌芽学校。为嫩江地区十一个县培养中、小学教师。学校行政关系隶属于嫩江地区文教局。调回原萌芽学校28名教职工，招收了500名工、农、兵学员,学制为一年制和二年制，设有中文、数学、理化等专业。1974年为适应教育事业发展的需要，嫩江地区十一个县均各办一所分校，每年招生500名左右。1977年全国恢复高考制度，黑龙江省文教办决定该校开始招收大专班，学制二年。
1981年7月经教育部和省高教局考察，国务院批准，教育部以[1981]教计事字157号文件把嫩江地区萌芽学校改建为全日制克山师范专科学校。学制三年。1981年10月14日，省政府办公厅以黑政发[1981]189号文件，下发了《关于增设呼兰、克山师范专科学校的通知》，《通知》规定:“呼兰、克山师专由省文教办主管，负责教学、科研、生产、计划、基建、财务、专业设置、人员编制等项工作。劳动工资由所在行署负责”,“ 学校发展规模为900—1200人，设政治、中文、历史、地理、数学、物理、化学、生物等专业”。学校为副厅级事业单位。学校设立党委，隶属中共嫩江地委。校址位于黑龙江省克山县。2003年占地面积13万平方米，校舍面积8.7万平方米，校办农场有土地1500亩，图书馆藏书23万册。由省教育厅主管，为副厅级事业单位。学校设立党委，隶属省委高教工委和齐齐哈尔市委双重领导。设中文系、政治系、生物系、数学系、物理系、化学系、体育系、外语系、计算机中心、公共课教研部等10个系（部）和图书馆，共有19个师范、非师范专业。在校学生2170名，其中本科在校生681名，专科生1489名。全校教职工425人，其中正高级职务15人、副高级职务131人、中级职务113人。具有硕士以上学历的教师47人。学校“专升本”通过率高达80%以上。
2003年7月24日黑龙江省人民政府下发了黑政函[2003]77号文件《关于克山师范专科学校并入齐齐哈尔大学的批复》：“同意将克山师范专科学校搬迁到齐齐哈尔市，更名为《齐齐哈尔高等师范专科学校》，其大部分教职工和资产实质性并入齐齐哈尔大学，并入后人、财、物由齐大统一管理”。2003年10月齐齐哈尔大学党委决定：学校在2004年暑期搬迁前的一段时间内，临时组建齐齐哈尔大学克山学区（齐大党字[2003]18号文件），并建立学区党委。在齐齐哈尔大学的统一领导下,开展正常教育教学活动，完成搬迁并校的各项工作。2004年6月，学校整体搬迁到了市区，并入齐齐哈尔大学。（齐齐哈尔大学由原齐齐哈尔师范学院、齐齐哈尔轻工学院、克山师范高等专科学校三所院校组建）